# Коронація короля Франції

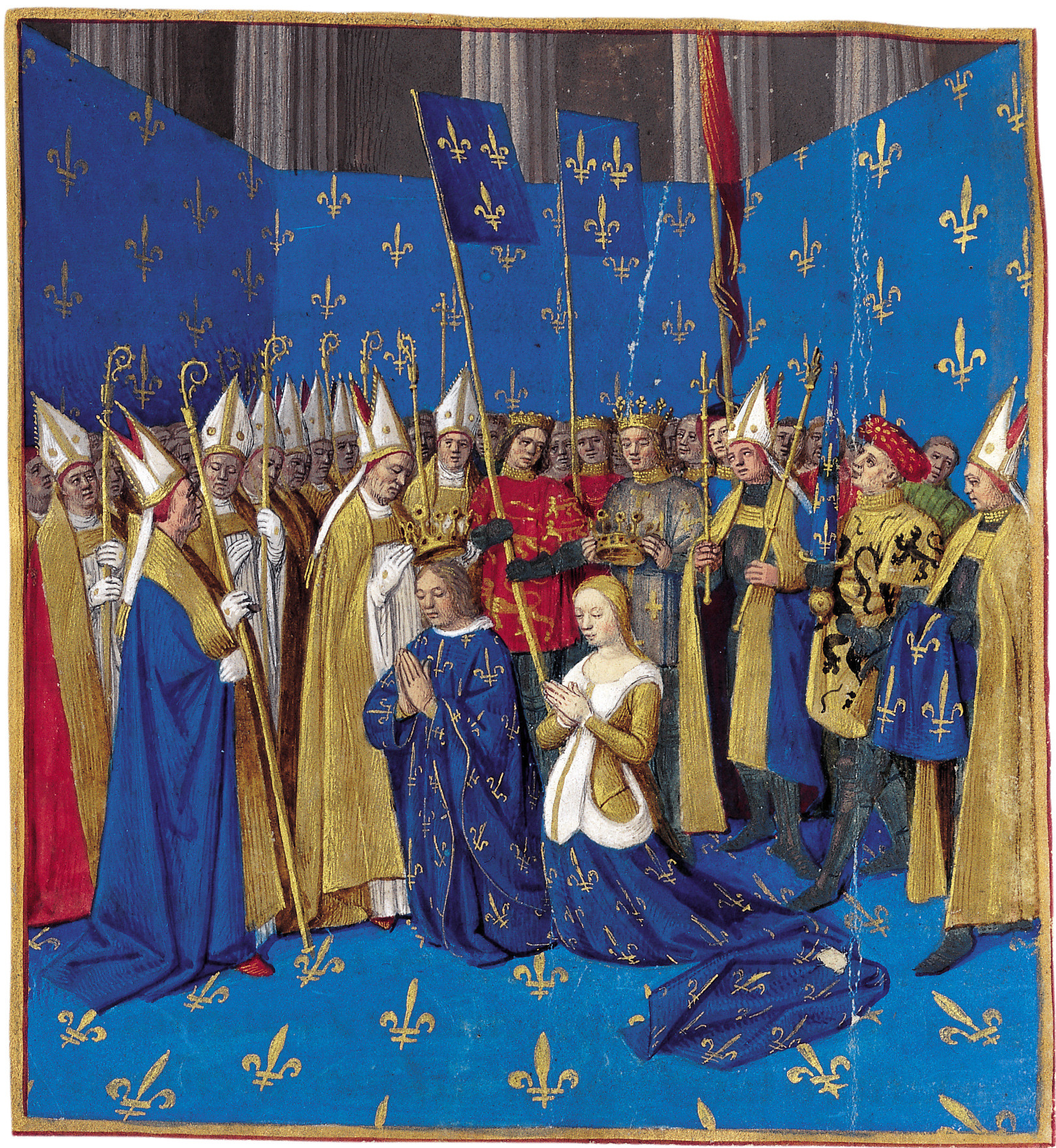
Коронація Людовика VIII і Бланки Кастильської в Реймсі у 1223 році; мініатюра з «Великих хронік Франції», 1450 рік.

Коронація короля Франції — церемонія коронації і християнський обряд помазання французького монарха на трон Французького королівства. Першим королем, який пройшов церемонію коронації на території сучасної Франції став мажордом, а згодом й король франків Піпін Короткий; вперше його коронував майнцький архієпископ Боніфатій в березні 752 року на раді єпископів Франкської держави в Суассоні; вдруге Піпіна коронував і помазав на престол папа римський Стефан II 28 липня 754 року в абатстві Сен-Дені. Першим французьким монархом, коронування і помазання якого відбулось у Реймському соборі, де коронувалися наступні 33 королі, став Людовик I Благочестивий (5 жовтня 816 року). Останньою церемонією коронації було коронування Карла X від 29 травня 1825 року в Реймському соборі.
Якщо монарх до часу коронації вже був одружений, королеву коронували в Реймсі за спрощеним протоколом після церемонії чоловіка. У випадку, коли було потрібно коронувати королеву після одруження з вже коронованим монархом, не було необхідності влаштовувати церемонію в Реймсі, оскільки помазання королеви здійснювалось звичайним миро без домішування до нього єлею зі Святої ампули. Таке коронування часто відбувалось в каплиці Сент-Шапель чи в абатстві Сен-Дені.
Протокол коронаційних церемоній в країнах Європи до XII—XIII століть мав багато спільного з ритуалом римської коронації і тільки в XIV столітті церемонія коронації короля Франції набула відмінних французьких рис. При цьому від римських текстів і обрядів не відмовилися повністю, а об'єднали їх з ранніми французькими текстами і обрядами. В результаті, четверта і остання редакція церемонії коронації була майже удвічі довшою за попередню редакцію.
Ґрунтуючись на текстах королівських чинів Ordines ad consecrandum et coronandum regem, рукописних записах, складених в Реймсі в останні роки правління Людовика IX, існує можливість отримати точне уявлення про літургійну службу церемонії коронації.

## Дійові особи церемонії коронації

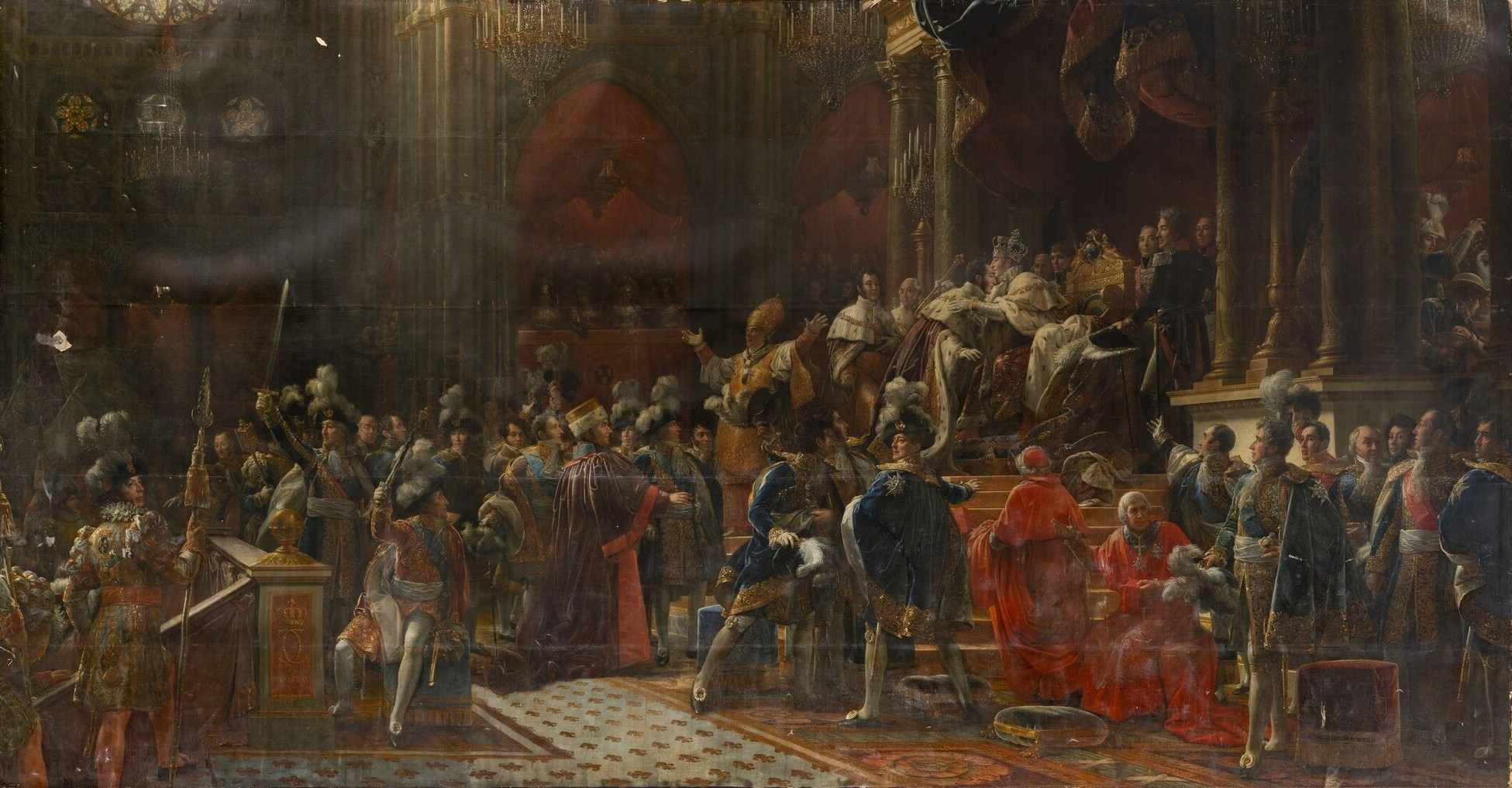
Коронація Карла X 29 травня 1825 року. Робота Франсуа Жерара.

Церемонію коронування проводив Архієпископ Реймса, якому прислуговували чотири єпископа підпорядкованих Реймсу дієцезій, єпископ Лангра, а також каноніки капітула Реймського кафедрального собору.
Протокольний порядок шести єпископів був наступним:
1. архієпископ Реймський коронує і виконує обряд помазання короля.
2. єпископ Ланський несе Святу ампулу зі святим єлеєм.
3. єпископ Лангрський несе скіпетр.
4. єпископ Бовеський демонструє і підносить табар або королівську мантію.
5. єпископ Шалонський несе королівський престень.
6. єпископ Нуайонський несе королівський ремінь.

Після них за протоколом до церемонії приєднувалися настоятель абатства Святого Ремігія, хранитель Святої ампули, і настоятель абатства Сен-Дені, хранитель інших регалій королівської влади.
Присутність на церемонії перів була вперше документально зафіксована в 1203 році (перше запрошення для участі) і далі в 1226 році. Однак, їх систематична участь в церемоніях коронації вперше була відображена в протоколі коронації Філіпа V Довгого, яка пройшла 9 січня 1317 року. У протоколі йшлося про шість церковних перів (вищезгадані єпископи) і про шість світських перів (тієї доби — шість найбільших прямих васалів корони Франції, а в новий час — принци крові або знатні вельможі).
Протокольний порядок шести світських перів був наступний:
1. Герцог Бургундії підносить королівську корону і підперізує короля шпагою.
2. Герцог Нормандії підносить перший геральдичний стяг.
3. Герцог Аквітанії (чи Гієни, згідно з текстами королівських чинів) підносить другий геральдичний стяг.
4. Граф Тулузи підносить шпори.
5. Граф Фландрії підносить королівський меч Жуайоз (легендарний меч Карла Великого).
6. Граф Шампані підносить бойовий штандарт.

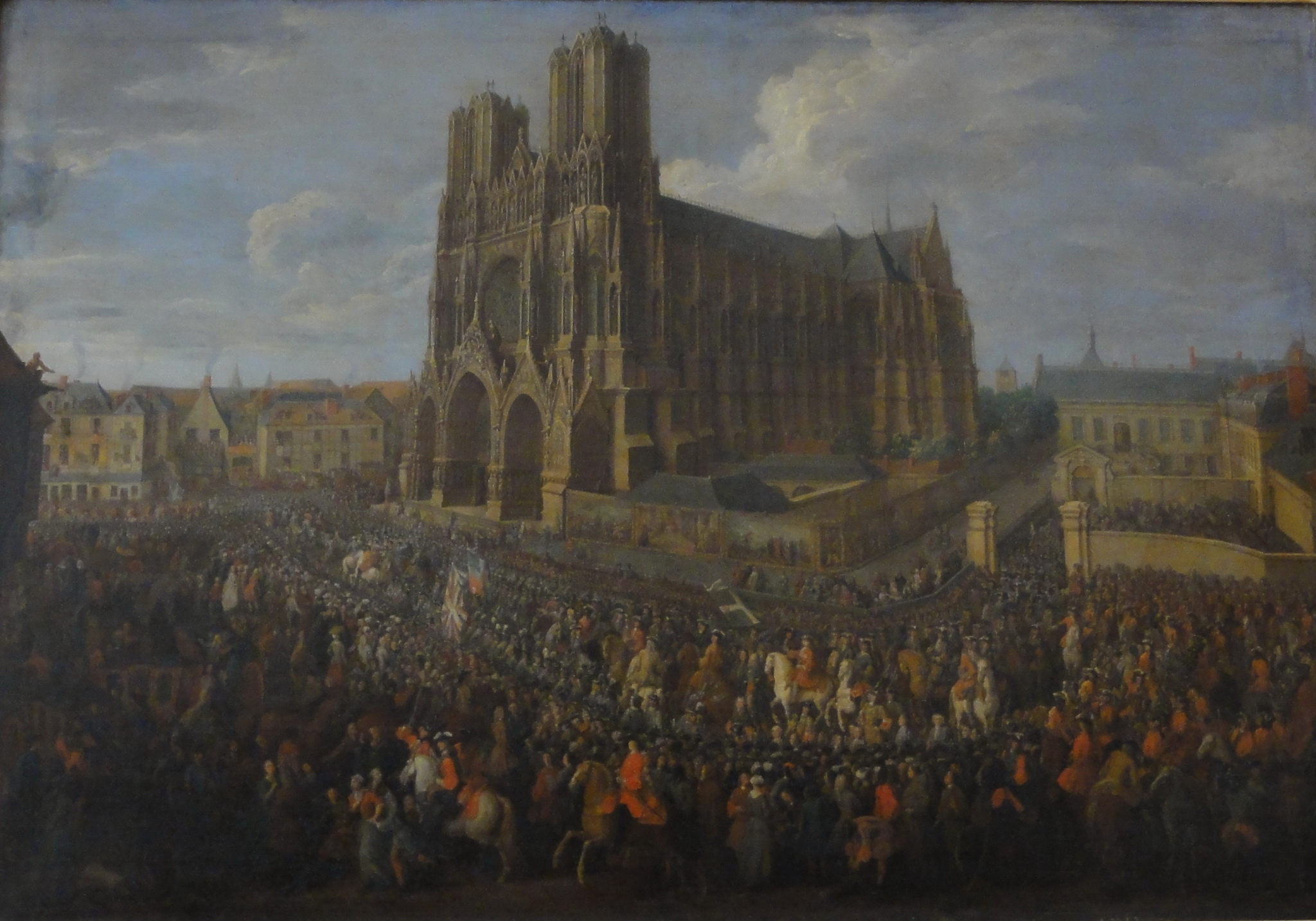
Процесія Людовика XV після коронації у Реймсі 26 жовтня 1722 року.

І, нарешті, на церемонії були присутніми вищі воєночальники і публіка.
У випадку, коли в церемонії коронації не міг взяти участь будь-хто зі світських перів (наприклад, його перство було ліквідовано через вимирання роду і передачу феодальних володінь назад до королівської корони, або коли королівський феод потрапляв у володіння іноземного правителя, як це сталося з Фландрським графством у XVI столітті), позиція, яка належала відсутньому перу, заміщалася найважливішою за протоколом персоною в королівстві після короля на той момент; таким чином, в ході церемонії коронації ці персони «виконували роль…» (фр. tient lieu de) герцога Аквітанії або графа Шампані. До того ж, в примітному творі Ducs et pairs et duchés-pairies laïques à l'époque moderne (1519—1790) Крістоф Леванталь наводить імена різних «лейтенантів» (фр. lieutenant) світських перів; наприклад, умовним «графом Фландрії» в церемонії коронації Людовіка XV 25 жовтня 1722 року був принц крові Луї де Бурбон, граф де Клермон. Іншим прикладом є церемонія коронації Франциска II 21 вересня 1559 року, коли умовним «герцогом Бургундії» був Антуан Бурбонський, король Наварри.

## Урочиста літургія на церемонії коронації
Церемонія коронації короля Франції зазвичай проходила в Реймсі у неділю або в день великого літургійного свята Християнської церкви. Але формально церемонія починалася в Реймсі на день раніше з вечірньої молитви, під час якої король повинен був підготуватися до свого майбутнього служіння і ще більше усвідомити свій обов'язок правителя держави.
Решту ночі перед коронацією король проводив у Палаці То, який весь інший час слугував резиденцією Реймського архієпископа. На світанку духовенство та офіційні особи, які беруть участь у церемонії коронації, йшли до спальні короля, щоб розбудити його. Згідно з протоколом церемонії два єпископи в буквальному сенсі підіймали короля на ноги. Символізм цієї дії пояснюється тим, що авторитетні правознавці тієї доби розглядали безперервну низку монархів, як людей, втіленням «духовного тіла» Короля, воно «не вмирає ніколи» і «плотське тіло» чергового наступника мало негайно зайняти місце свого попередника, ніби «фігура надгробка, що лежить» стає на ноги. Потім офіційні особи прислуговували у процесі одягання короля до церемонії коронації, а король обирав представників знаті, яким належало виконувати функцію «заручників» Святої ампули; представники духовенства, в свою чергу, приносили клятву повернути Святу ампулу назад до абатства Святого Ремігія по завершенні церемонії коронації.
Король входив до кафедрального Реймського собору після заспівування псалмів Першої молитовної години (приблизно у шостій ранку). Після входу короля до собору читалася молитва і, у XVII—XVIII століттях, виспівували псалом Veni creator Spiritus. Коли король входив на хори собору читалася молитва і співали псалми Третьої молитовної години, оскільки до собору підходила процесія ченців абатства Святого Ремігія з його настоятелем на чолі. Процесія несла скриню зі Святої ампули, прикуту ланцюгом до шиї настоятеля, а чотири ченця, зодягнені в альби, несли шовковий балдахін над головою свого настоятеля. Після прибуття процесії до брами кафедрального собору архієпископ Реймса, а також інші архієпископи і єпископи давали урочисту клятву повернути Святу ампулу після обряду коронації. Потім настоятель із ченцями входили до собору і прямували до вівтаря, а кожен присутній в соборі шанобливо кланявся процесії.
Певні виняткові обставини тієї чи іншої епохи слугували причиною призначення коронації на інший день тижня або в іншому, ніж Реймс, місці. Так, Генріх IV не зміг коронуватися в Реймському соборі, оскільки Реймс тоді перебував в руках членів Католицької ліги, що боролася з гугенотами. Тому церемонія коронування була влаштована в місті Шартр і проведена єпископом Шартра Ніколя де Ту (фр. Nicolas de Thou). Оскільки в цьому випадку в обряді помазання Генріха IV не було можливості використовувати єлей зі Святої ампули відповідно до традиції, закладеної реймським єпископом Ремігієм, Ніколя де Ту скористався єлеєм, що зберігалися в абатстві Мармутьє, і якому приписували чудесне зцілення Святого Мартина Турського.

### Урочиста клятва короля

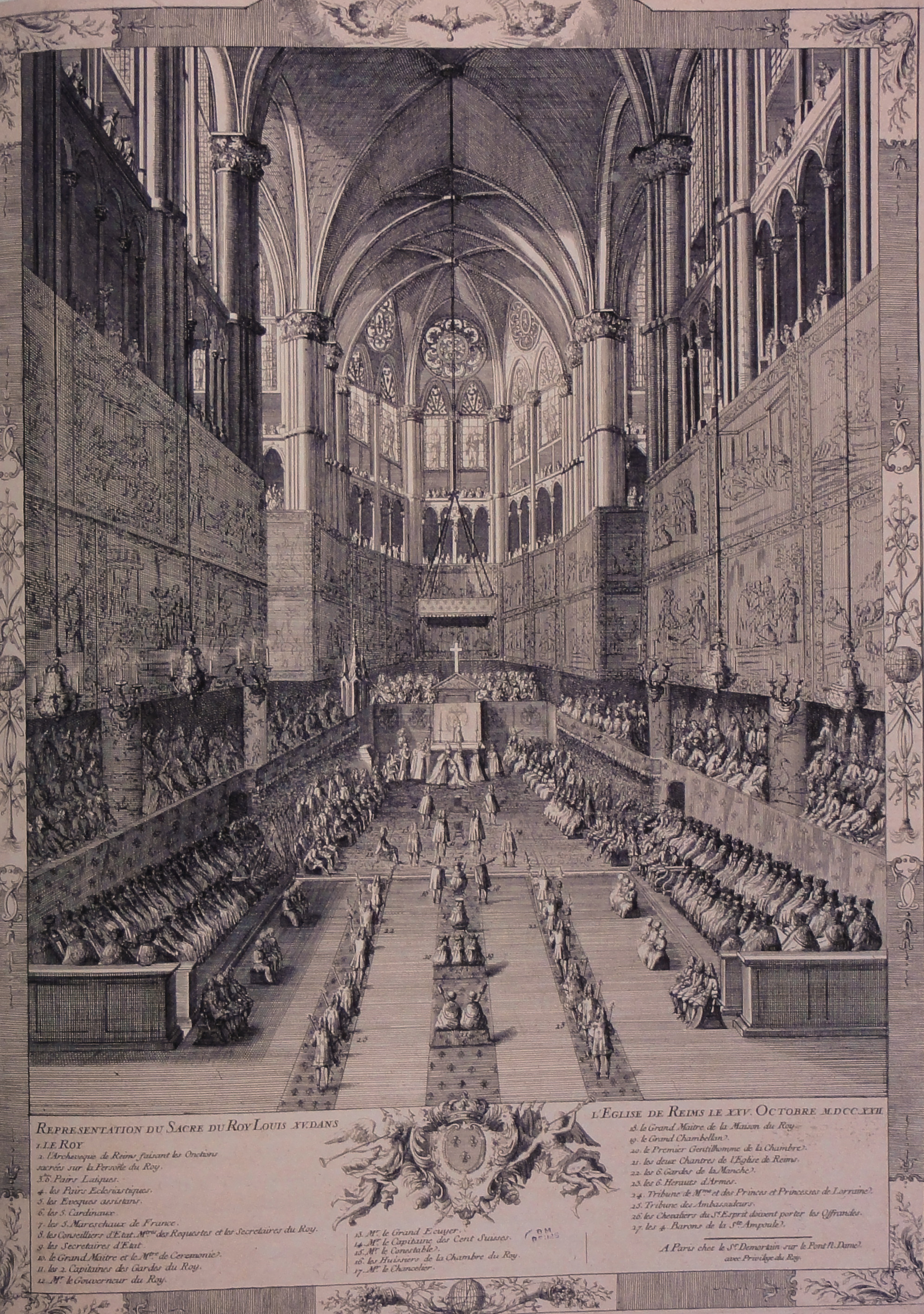
Коронація Людовика XV в Реймсі (1722 рік). Цифрами позначені учасники церемонії. Амвон собору не показаний.

Деякі з королів давали урочисту клятву на Реймському Євангелії.
Зміст клятви, яку виголошував король Франції, був доволі розпливчастим; по суті, король обіцяв захищати Церкву та її цінності. Окрім цього, він обіцяв забезпечувати громадський спокій для Церкви і для християн, а починаючи з XII Вселенського собору (1215), король також обіцяв боротися з єретиками. Під громадським спокоєм розумілося зобов'язання короля підтримувати соціальний лад, угодний Богу, а також забезпечувати правосуддя.
Таку клятву королі давали у той час, коли королівська влада у Франції ще була обмежена. Таким чином короля «пов'язували зобов'язанням» поважати правосуддя самому і змушувати поважати його інших (подібно Людовику IX Святому). Пізніше, це зобов'язання розвинеться у примноження сакральності короля: король неодмінно завжди справедливий і, отже, його рішення не може бути упередженими і несправедливими.
У коронаційних церемоніях, що проводилися вже за нової доби, королівська клятва містила такі елементи:
- Церковна клятва, в якій французькому духовенству обіцялись збереження і захист їх канонічних привілеїв.
- Світська клятва, яка стосувалась королівства:
  - Берегти і підтримувати мир і громадський спокій.
  - Перешкоджати несправедливості.
  - Наглядати за правосуддям і чинить акти милосердя.
  - Боротися проти (точніше, виганяти) єретиків.

Генріх IV під час своєї коронації в 1594 році, додав третю частину клятви, в якій зобов'язався зберегти і підтримувати лицарські ордени, засновані його попередниками (а саме, Орден святого Михайла і Орден Святого Духа). Людовик XV додав до своєї клятви Орден Святого Людовика, а Людовик XVI поклявся наглядати за виконанням едиктів, що забороняють дуелі.
Після завершення урочистої клятви архієпископ питав присутніх, чи схвалюють вони спадкоємця, який коронується. У цьому формальному питанні явно присутні залишки колишньої франкської традиції виборності короля.

### Королівська лицарська збруя
Королівська лицарська збруя, у більшому чи меншому ступені, перебували у володінні Церкви. Настоятель абатства Сен-Дені доставляв на церемонію коронації регалії лицарського титулу, які повинні вручатися королю за протоколом церемонії. Після принесення королем урочистої клятви головний скарбник королівства (а згодом — обер-камергер Франції) вручав черевики, герцог Бургундії (а згодом — «лейтенант» з числа найвпливовіших дворян королівства) вручав золоті шпори, а Реймський архієпископ вручав меч, який під час церемонії знаходився у Сенешаля Франції.
З кінця XIII століття на церемонії коронації використовували Жуайоз, легендарний меч Карла Великого.

### Помазання єлеєм зі Святої ампули

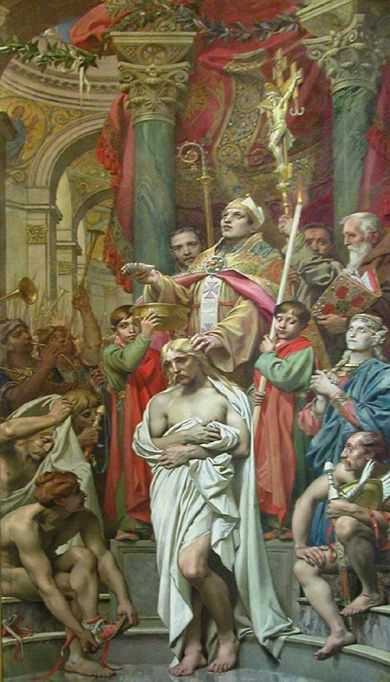
Сцена хрещення Хлодвіга, зображена в паризькому Пантеоні.

Свята ампула, що зберігалася в Реймсі, містила чудесний єлей (масло). За легендою він нібито був принесений в дзьобі голубом, що спустився з неба в день хрещення Хлодвіга єпископом Ремігієм у 496 році. Цей єлей дивовижним чином поповнився після його першого використання 9 вересня 869 року, коли в Мецькому соборі архієпископ Гінкмар коронував Карла II Лисого королем Лотарингії.
Саме настоятель  абатства Святого Ремігія в Реймсі був зобов'язаний дбати про збереження ампули, оскільки вона вважалася великою реліквією. Помазання миром з додаванням цього чудесного єлею, зроблене в ході церемонії коронації, надавало королю Франції сакральності, передавало йому дари Святого Духа.
Привілей тримати Святу Стекляницю в своїх руках в ході церемонії мав тільки єпископ Лана, який був герцогом і пером французького королівства. В обряді помазання короля використовували миро з підмішаним до нього єлеєм зі Святої ампули.
Після передачі королю лицарських обладунків, той знімав з себе частину одягу, що символізувало його готовність змінити своє суспільне становище. Потім монарх розпускав особливу срібну шнурівку на своїй шовковій блузі щоб звільнити від одягу груди, передпліччя та руки до ліктів. В цей час в соборі лунали молитви за здоров'я тіла короля, після яких співали літанії, які він слухав схиливши коліна перед вівтарем. Такий обряд зазвичай здійснювали при посвяченні дияконів, священників та єпископів. Поки проспівувались особливі антифони, на вівтарі розміщувався дискос з миром, настоятель абатства Святого Ремігія передавав Святу ампулу архієпископу Реймса, який за допомогою невеликого золотого стилуса виймав невелику частку вмісту Святої ампули і акуратно змішував цей єлей з миро в дискосі.
Тепер король ставав на коліна перед сидячим архієпископом Реймса, який великим пальцем руки мастив миром тіло короля в семи місцях — верхівку голови, груди в точці, рівновіддаленій від обох плечей, праве плече, ліве плече, лікоть правої руки, лікоть лівої руки; потім, після того як король одягнеться, змащували долоні рук. Внаслідок обряду помазання король ставав королем «милістю божою» або обранцем Бога на землі.
Обряд помазання означав, що новий монарх Франції стає новим «Хлодвігом», оскільки король не тільки повернувся на місце основного хрещення останнього, а й був помазаний часткою того ж самого священного єлею, яким хрестили Хлодвіга.

### Передача королівських регалій
Після помазання короля вбирали в туніку, далматику і королівську мантію, прикрашену геральдичними ліліями. Таке вбрання в три види одягу символізувало три ступені священства — субдиякон, диякон і священник — і аж до останнього Вселенського собору строго дотримувалося в одягу єпископів.
Знаки королівської влади, або регалії, доставлялися на церемонію настоятелем абатства Сен-Дені. У числі королівських регалій були:
- Туніка червонувато-жовтого відтінку, прикрашена геральдичними ліліями, що має священицький символ, проводячи паралелі з первосвящеником по Старому Заповіті.
- Далматика, по суті — верхня розшита риза священика.

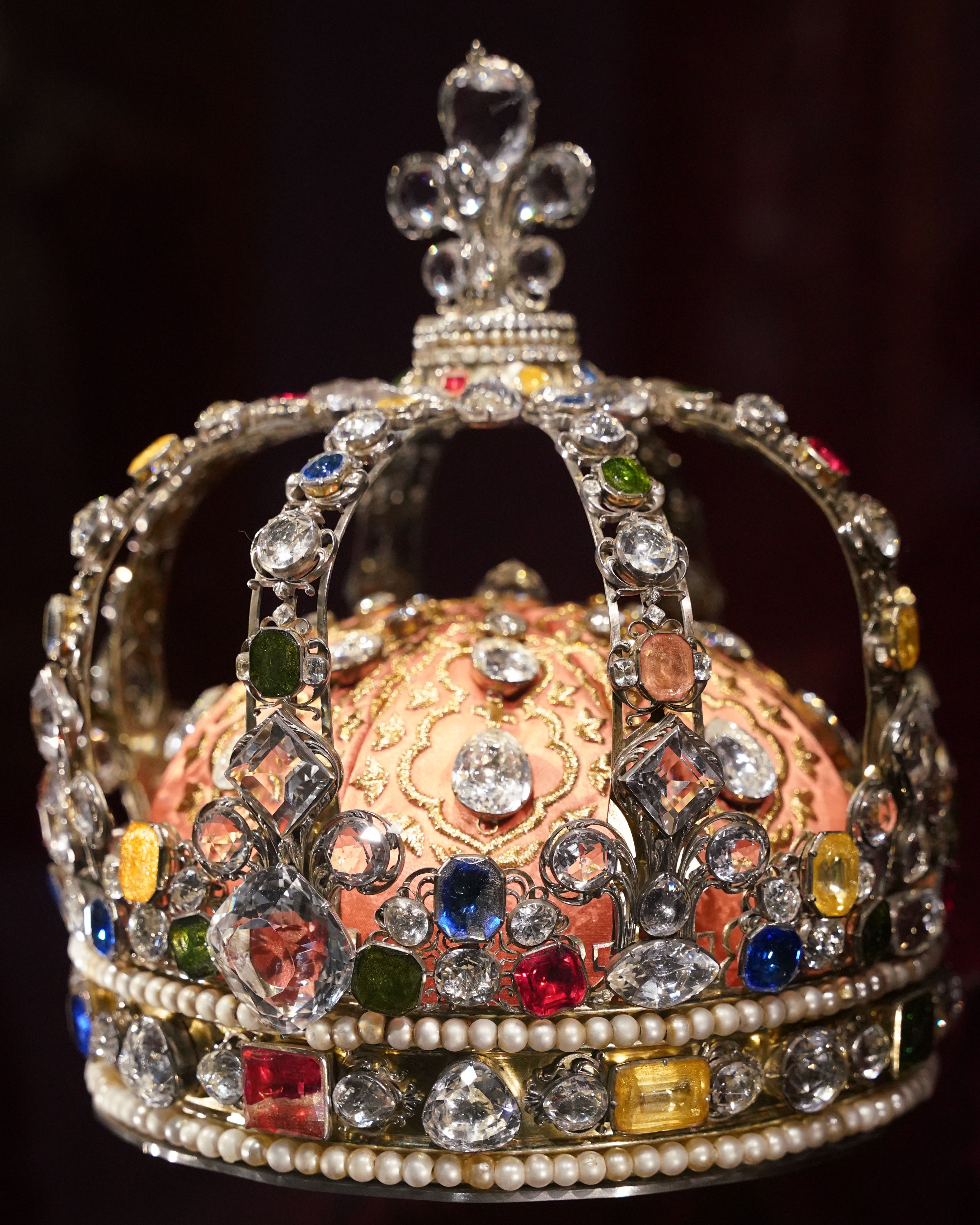
Репліка корони Людовика XV.

- Каблучка, знак королівської гідності, а також за образом єпископа, символ католицької віри, що підкресює союз між королем і Церквою, а також між королем і його народом.
- Скіпетр, увінчаний геральдичною лілеєю, що був символом управління королівством.
- Жезл правосуддя, який з'явився в ті часи, коли королівське правосуддя ще ставилося в обов'язок.
- Золота Корона, що являла собою золотий обід з оксамитовою шапкою, прикрашеною перлами, над якою чотири опори підтримували геральдичну лілію (закрита корона). На церемонії коронації єпископ розташовував цю корону над головою короля, і в цьому положенні її підтримували всі пери королівства або їх представники, що символізувало факт передачі повної влади.
- Шпори, які символізували військові обов'язки.
- Меч, що символізував захист Церкви і королівства.
- Трону (властивого Англійській монархії) не було в жодного французького Короля

Після цього коронований французький король сходив на високий поміст над амвоном собору, де був встановлений трон (звичайне крісло на манеру англійської монархії), куди короля садовив архієпископ (в цьому місці в наші дні в соборі знаходиться малий орган). Потім кожен з перів приносив оммаж королю, цілуючи його і промовляючи: «Хай живе король навіки». Потім лунав звук фанфар і починалися вітальні вигуки і овація. Після цього відкривали двері собору, впускали публіку, яка могла споглядати монарха у всій його величі, і співали християнський гімн Te Deum. Потім в повітря випускали птахів і кидали монети і медальйони.
Після вручення королівських регалій і зведення монарха на трон церемонія не закінчувалася. Король брав участь в літургійному богослужінні, розташувавшись на королівському троні. В ході цієї літургії король залишав свій трон тільки щоб брати участь в обряді приношення пожертвувань, в якому монарх приносив на вівтар хліб, вино, а також 13 золотих бізантіїв, як символ його злиття з народом Франції (на весіллях того часу існував звичай за яким чоловік в день весілля давав дружині 13 монет). Після цього король отримував причастя, як священник, під двома видами Святих Дарів. По завершенню літургії завершувалася частина церемонії коронації, що проходила під склепінням Реймського собору протягом приблизно п'яти годин.
Далі за протоколом король брав участь в урочистому бенкеті, який, разом із самою церемонію коронації, оплачувало місто Реймс.
В дійсності, бенкет після коронації був продовженням таїнства євхаристії, оскільки цей обід був ритуальним прийомом їжі, в якому король символічно займав місце Ісуса Христа в оточенні дванадцяти перів. Літургійний характер коронаційної трапези підкреслювався відсутністю жінок за столом і одягом учасників обіду, які куштували їжу в тому ж самому церемоніальному вбранні, в якому вони брали участь у церемоніальних обрядах і в богослужінні в Реймському соборі. Король був у королівській мантії та короні, а єпископи — в літургійному одязі і митрах. Великі васали корони, які були присутні на церемонії в соборі, за обідом прагнули стати в повному розумінні компаньйонами коронованого короля.
Церемонія коронації короля Франції завершувалася поверненням короля до Парижу. Це повернення вважалося першим офіційним візитом в місто — Joyeuse entrée. Король урочисто в'їжджав в місто через ворота біля абатства Сен-Дені.

### Служба на церемонії коронації
Меса для коронації Людовика XVI в 1775 році була складена капельмейстером Франсуа Жиру. Ця коронаційна меса, повна танців і розваг, завершувалася яскравим виконанням гімну Domine, salvum fac regem і загалом тривала менше 16 хвилин.

## Значення церемонії коронації
Церемонія коронації належить до обрядів сакраменталій, але не до таїнств, попри те що цей обряд підносить короля над рештою світського товариства. Король стає священною особою. Після коронування він більше не вважається світською особою, а «він наближається до священицького товариства», іншими словами стає майже священиком. Таким чином, подібно духовенству, король мав право причащатися під двома видами Святих Дарів.
Король після обряду коронації разом з Божою милістю наділявся даром чудотворення, а саме, вважалося, що після причастя на могилі Святого Маркуля він міг зцілювати золотуху. У дні великих літургійних свят король міг доторкнутися до людини, яка страждає, вимовляючи слова «Король тебе торкнеться, Господь тебе зцілює»; («… вилікує», починаючи з Людовика XV). Король Франції Людовик XV, який коронувався 25 жовтня 1722 року, припинив звичай торкатися золотушних хворих в 1744 році, але Людовик XVI відновив цей звичай після своєї коронації в 1775 році.
Сакральний статус наділяє короля недоторканністю. Будь-який замах на особу короля Франції карався з особливою жорстокістю. Злочинець, звинувачений у замаху на життя короля, піддавався тортурам і страті, навіть у тих випадках, коли король був лише злегка поранений. Приміром, після свого невдалого замаху на короля Людовика XV Дам'єн був підданий жорстоким тортурам, після яких його четвертували і потім облили розплавленим свинцем. При цьому, нанесений ним удар ножем не заподіяв королю ніякої серйозної рани через значну товщину одягу.
Церемонія коронації породила цікаву юридичну проблему: чи стає спадкоємець королем тільки після коронації? На думку королівських юристів, після смерті короля Людовика IX Святого, коронація втратила свою установчу значущість. Після смерті короля, армія визнала наступником його сина Філіпа III Сміливого, навіть попри те, що церемонія коронації відбулася роком пізніше, у 1271 році. У середньовічній громадській думці, королем вважався той, хто пройшов церемонію коронації.
В Новий час було розвинене богословське вчення «королівської крові» — відразу після смерті короля його спадкоємець стає королем. В цьому випадку у державному праві був використаний принцип цивільного права «мертвий хапає живого». Пізніше цей принцип перетворився на відому фразу — «Король помер, хай живе король!»

## Коронації Гуго Капета і Генріха IV
Гуго Капет був коронований королем Франції 3 липня 987 року в кафедральному соборі міста Нуайон. Це сходження на престол означало припинення династії Каролінгів.
27 лютого 1594 в кафедральному соборі міста Шартр король Наварри Генріх був коронований королем Франції під ім'ям Генріха IV. Всупереч вже сформованій традиції новий правитель не зміг коронуватися в Реймсі, оскільки місто знаходилося в руках його супротивників, родини де Гіз і прихильників Католицької ліги. Чотири роки по тому у Франції завершаться криваві релігійні війни між протестантами і католиками.